# 955
955 (CMLV) fue un año común comenzado en lunes del calendario juliano, en vigor en aquella fecha.

## Acontecimientos
- 23 de noviembre - Edred, rey de Inglaterra.
- Juan XII inicia su papado.
- Es coronado rey Sancho I de León.
- Abd Al Rahman III funda la ciudad de Almería
- Batalla de Lechfeld en la que Otón I derrota a los magiares.
- Olga de Kiev viaja a Constantinopla.

## Fallecimientos
- 1 de noviembre - Enrique I, duque de Baviera.

- Datos: Q23579
- Multimedia: 955 / Q23579